# Oituz
Oituz é uma comuna romena localizada no distrito de Bacău, na região de Moldávia. A comuna possui uma área de 202.93 km² e sua população era de 9622 habitantes segundo o censo de 2007.